# Brian Burrows
Brian Burrows (Torrance, 17 de febrero de 1988) es un deportista estadounidense que compite en tiro, en la modalidad de tiro al plato. Participó en los Juegos Olímpicos de Tokio 2020, obteniendo una medalla de bronce en la prueba de foso mixto (junto con Madelynn Bernau).

## Palmarés internacional
| Juegos Olímpicos | Juegos Olímpicos | Juegos Olímpicos  | Juegos Olímpicos      |
| Año              | Lugar            | Medalla           | Prueba                |
| ---------------- | ---------------- | ----------------- | --------------------- |
| 2020             | Tokio (Japón)    | Medalla de bronce | Foso por equipo mixto |